# Mutvoran
 Mutvoran   (olaszul: Momarano) falu Horvátországban, Isztria megyében. Közigazgatásilag Marčanához tartozik.

## Fekvése
Az Isztria délkeleti részén, Pólától 18 km-re északkeletre, községközpontjától 2 km-re keletre egy, a Prodoltól a Budava-öbölig húzódó völgy feletti magaslaton fekszik.

## Története
Mutvoran az Isztria egyik legősibb települése, melynek helyén már a bronzkorban is erődített település állt. Valószínűleg azonos az illír hisztri törzs "Faveria" nevű várával, amelyet a környék többi várához hasonlóan i. e. 177-ben foglaltak el a rómaiak, akik a várat újjáépítették. Fő feladata a Pólából Liburnián keresztül vezető fontos kereskedelmi és hadiút ellenőrzése volt. A település alatti Budava öbölben levő kikötő egészen a Nyugatrómai Birodalom bukásáig 476-ig fontos szerepet játszott, sőt még a bizánci időszakban is 8. század végéig jelentős kereskedelmi forgalmat bonyolított le. Erős várának köszönhetően bizánci kézen maradt a szlávok 6. és 7. századi beözönlése idején is. 788-ban frank uralom alá került, majd pólai püspökségi, apátsági és káptalani birtok lett.
Az erődítések maradványa a falu körüli kettős falgyűrű fennmaradt részei, melyek még mindig mintegy egy kilométer hosszan láthatók. 804-ben Mutvoran küldöttei részt vettek a Nagy Károly által összehívott birodalmi gyűlésen. A középkori település is az ókori falak mögött fejlődött ki. 1150-ben "Castrum Mons Marianus", 1325-ben az isztriai határbejárás okiratában "Motmoran" néven szerepel. 1331-ben velencei uralom alá került, akik falait 1336-ban és 1417-ben helyreállították. Az uszkók háború, az 1631-es nagy pestisjárvány pusztítása és a káptalan megszűnése után Mutrovan elveszítette korábbi jelentőségét.
A 17. században a szomszédos Krnicával és Kavrannal együtt Dalmáciából a török elől menekülő horvátokkal telepítették be. Amíg a környező települések ezt követően fejlődtek, addig Mutvoran tovább hanyatlott. A falunak 1880-ban 41, 1910-ben 84 lakosa volt. Lakói főként mezőgazdaságból éltek, illetve a közeli nagyobb településeken dolgoztak. Az első világháború után a falu Olaszországhoz került. A második világháború után Jugoszlávia része lett. Jugoszlávia felbomlása után 1991-ben a független Horvátország része lett. 2001-ben falainak egy részét és kaputornyát helyreállították. 2011-ben a falunak 25 lakosa volt.

## Nevezetességei
- Szent Mária Magdolna tiszteletére szentelt plébániatemploma 1431-ben épült, valószínűleg a régebbi templom alapjain. A templom négyszög alaprajzú egyenes záródású csarnoképület, belső kialakítású apszissal és sekrestyével, dongaboltozattal, a homlokzat jobb oldalába épített harangtoronnyal, melyek megőrizték a román stílus nyomait. Homlokzatán szép rózsaablak látható. A gazdagon díszített belső tér a templom egykori híveinek vagyonosságát jelzi. Berendezéséből kiemelkedik egy 16. századi reneszánsz oltár 1520-ban készített retablóval, Campse velencei szobrászművész által fából faragott szép szobrokkal, egy gazdagon díszített 1431-ből származó síremlék, egy 1598-ban készített késő gótikus tabernákulum, egy 1760-ból származó barokk gyóntatószék és egy további szép oltár. A templom legrégibb tárgya egy oltár menzája, melyet római sírkőből faragtak ki. Az oldalfalán elhelyezett címer emlékeztet Altobello Averoldi pólai püspökre (1497–1531) a templom megújításának szorgalmazójára és elindítójára. 1622-ben épített harangtornya 25 méter magas.
- Szent Margit tiszteletére szentelt temetőkápolnájának falába figurális díszítésű 11. századi kőtöredékek és néhány 14. – 17. századi sírkő töredéke van befalazva.
- Az egykori erődítések maradványa a falu körüli kettős falgyűrű fennmaradt részei még mindig mintegy egy kilométer hosszan láthatók. A falak egy részét a hármas főkapuval, a glagolita feliratos toronnyal és kapu előtti loggiával 2001-ben helyreállították.

## Lakosság
| Lakosság változása | Lakosság változása | Lakosság változása | Lakosság változása | Lakosság változása | Lakosság változása | Lakosság változása | Lakosság változása | Lakosság változása | Lakosság változása | Lakosság változása | Lakosság változása | Lakosság változása | Lakosság változása | Lakosság változása | Lakosság változása |
| ------------------ | ------------------ | ------------------ | ------------------ | ------------------ | ------------------ | ------------------ | ------------------ | ------------------ | ------------------ | ------------------ | ------------------ | ------------------ | ------------------ | ------------------ | ------------------ |
| 1857               | 1869               | 1880               | 1890               | 1900               | 1910               | 1921               | 1931               | 1948               | 1953               | 1961               | 1971               | 1981               | 1991               | 2001               | 2011               |
| 0                  | 0                  | 41                 | 49                 | 60                 | 84                 | 0                  | 0                  | 81                 | 77                 | 63                 | 57                 | 39                 | 32                 | 23                 | 25                 |